# Jean-François Robin
Jean-François Robin (* 1943 in Sologne, Frankreich) ist ein französischer Kameramann.

## Leben
Jean-François Robin debütierte 1970 mit dem Kurzfilm Un couple d'artistes als hauptverantwortlicher Kameramann. Seinen ersten Langspielfilm drehte er mit dem 1975 erschienenen und von Jean Rollin inszenierten Horrorfilm Lèvres de sang. Seitdem drehte er unter anderem Betty Blue – 37,2 Grad am Morgen, Die Stunde des Verführers und zuletzt Die Frau des Anarchisten. Für seine Arbeit an Duell der Degen wurde er bei der Verleihung des französischen Filmpreises César 1998 für die Beste Kamera nominiert.

## Filmografie (Auswahl)
- 1970: Un couple d’artistes
- 1975: Lèvres de sang
- 1977: Familienfest (La communion solennelle)
- 1977: Warum nicht! (Pourquoi pas!)
- 1978: Die Strandflitzer (Les bronzés)
- 1979: Martin und Lea (Martin et Léa)
- 1979: Sonne, Sex und Schneegestöber (Les bronzés font du ski)
- 1979: Wirbelstürme des Lebens (Le coup de sirocco)
- 1981: Die unmögliche Sophie (Les malheurs de Sophie)
- 1981: Lichtjahre entfernt (Les années lumière)
- 1982: Nicht jugendfrei (Interdit aux moins de 13 ans)
- 1985: Liebe und Gewalt (L’amour braque)
- 1986: Betty Blue – 37,2 Grad am Morgen (37°2 le matin)
- 1987: Krank vor Liebe (Maladie d’amour)
- 1988: Einige Tage mit mir (Quelques jours avec moi)
- 1989: Rosalyn und die Löwen (Roselyne et les lions)
- 1989: Warte bis zum Frühling, Bandini (Wait Until Spring, Bandini)
- 1987: Der Profi 2 (Le solitaire)
- 1992: IP5 – Insel der Dickhäuter (IP 5 – L’île aux pachydermes)
- 1993: Hallo, wir leben noch (Roulez jeunesse!)
- 1994: Schrei in die Vergangenheit (The Browning Version)
- 1995: Nelly & Monsieur Arnaud
- 1996: Die Stunde des Verführers (The Leading Man)
- 1997: Der Schlangenkuss (The Serpent’s Kiss)
- 1997: Duell der Degen (Le bossu)
- 1999: Das schnelle Geld – Die Nick-Leeson-Story (Rogue Trader)
- 2000: Nora – Die leidenschaftliche Liebe von James Joyce (Nora)
- 2001: Belphégor (Belphégor, le fantôme du Louvre)
- 2001: Chaos
- 2003: 18 Jahre später (18 ans après)
- 2005: Saint-Jacques… La Mecque
- 2008: Die Frau des Anarchisten (The Anarchist’s Wife)
- 2011: La fille du puisatier
- 2018: Verliebt in meine Frau (Amoureux de ma femme)

## Auszeichnung (Auswahl)
- 1998: César-Nominierung in der Kategorie Beste Kamera für Duell der Degen